# 阿斯普勒冬沙丘群

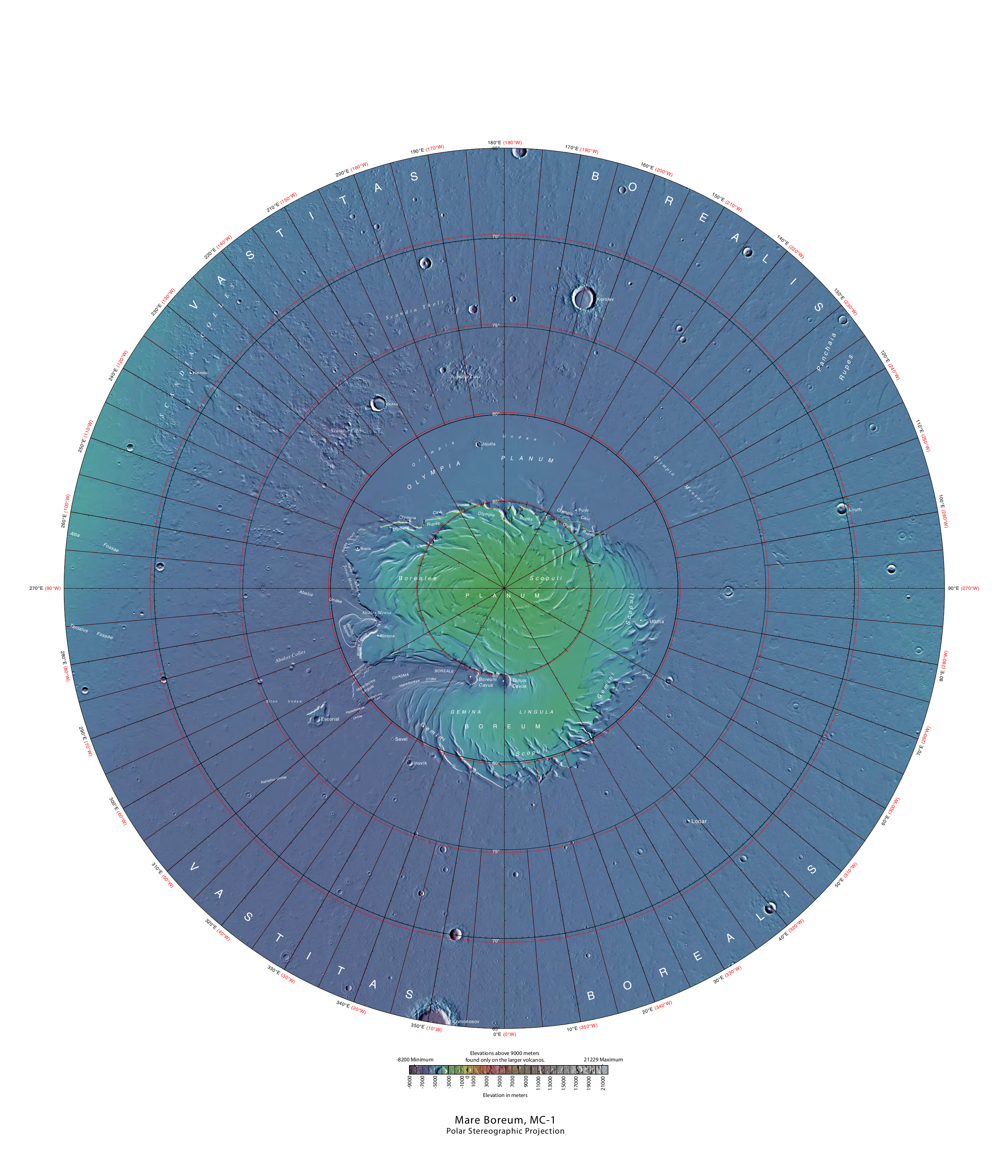
显示了北极高原中阿斯普勒冬沙丘群所在位置的美国地质勘探局地图，阿斯普勒冬沙丘群位于最南端黑色斑块左侧，范围为东经291.38度至东经301.4度（西经43.98度–西经57.08度）之间。

阿斯普勒冬沙丘群（Aspledon Undae）是火星北极高原附近已命名的环北极沙丘地之一，其覆盖范围为北纬71.47度至北纬75.14度、东经305.83°到东经315.04度（西经44.96度至西经54.17度），中心位置位于北纬73.06度、东经309.65度（西经50.35度），直径215.2公里。它取名自火星古典反照率特征，2007年3月20日，被國際天文聯會正式批接受。
阿斯普勒冬一词为希腊文 ，源于古希腊维奥蒂亚州一座城镇，而该镇名称又来自希腊神话中海神波塞冬的儿子阿斯普勒冬。
阿斯普勒冬沙丘群是北极高原最南端以反照率命名的沙丘场，它位于许珀玻瑞亚沙丘群南面和西顿沙丘群东南。从理论上讲，阿斯普勒冬沙丘群的形成可能发生在北极高原凹地单元的早期侵蚀事件中，并且特纽依斯峭壁也可能是它的一个沙源，尽管现在业已枯竭。其他具有相同形成史的沙丘区还包括奥林匹亚和西顿沙丘群。阿斯普勒冬沙丘群与许珀玻瑞亚、西顿、奥林匹亚及阿瓦洛斯沙丘群一起是五处被命名的北极绕极沙丘区，但与其他四处不同的是，它并非密度最大的沙丘场。阿斯普勒冬沙丘群以及西顿、许珀玻瑞亚和阿瓦洛斯沙丘群均覆盖在北方大平原低地上。美国宇航局2001火星奥德赛号探测器使用所搭载的热辐射成像系统相机对阿斯普勒冬沙丘群进行了拍摄。

## 形成

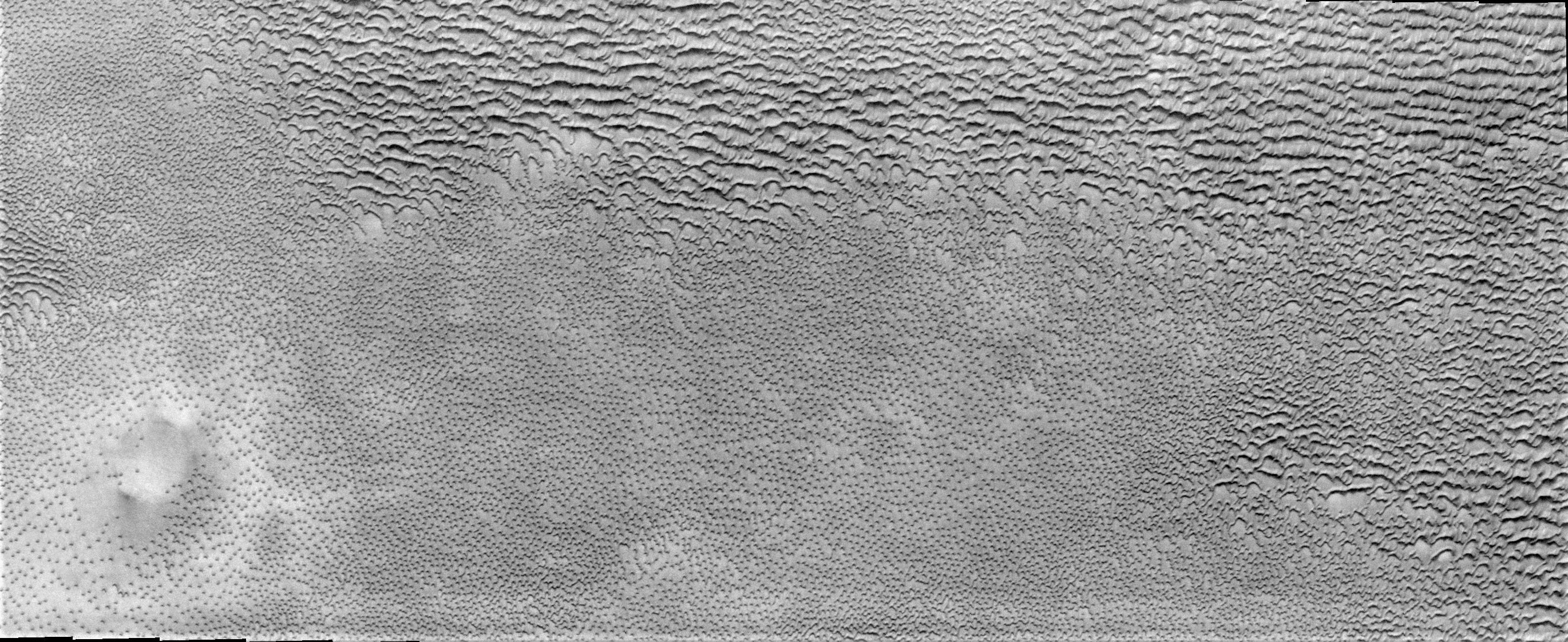
阿斯普勒冬沙丘群，火星北极附近的一片沙区。图片的底部显示了数百座孤立的小沙丘，而在顶部，这些小沙丘似乎已合并成更大的沙丘形态。

根据田中（Tanaka）等人的说法，北极高原位于两种主要的基础单元上：特纽依斯峭壁单元和北极高原凹地单元。特纽依斯峭壁单元的地质龄属于早亚马逊纪，而北极高原凹地单元覆盖在特纽依斯峭壁单元上，其年龄应为亚马逊纪中期至晚期。奥林匹亚沙丘群单元可能是在所紧邻的北极高原凹地单元早期剥蚀事件中形成的，距北极高原凹地单元更远的西顿、阿斯普勒冬以及奥林匹亚沙丘群的大部，可能是在北极高原凹地单元的早期侵蚀事件中所形成，这些沙丘场沙源的其他来源可能包括了特纽依斯峭壁，尽管目前认为该来源现已枯竭。

## 另请查看
- 哈葛尔沙丘场
- 尼罗火山口沙丘场
- 俄古革斯沙丘群